# سام كوكي
سام كوكي (بالإنجليزية: Sam Cooke)‏ هي عارضة بريطانية، ولدت في 19 نوفمبر 1985 في مانشستر في المملكة المتحدة.
سام متزوجة من لاعب كرة القدم الإنجليزي كريس سمولينغ ؛ولديهم ابن يدعى ليو، وُلد في مايو 2019.

## وصلات خارجية
- الموقع الرسمي